# Peter Billingsley

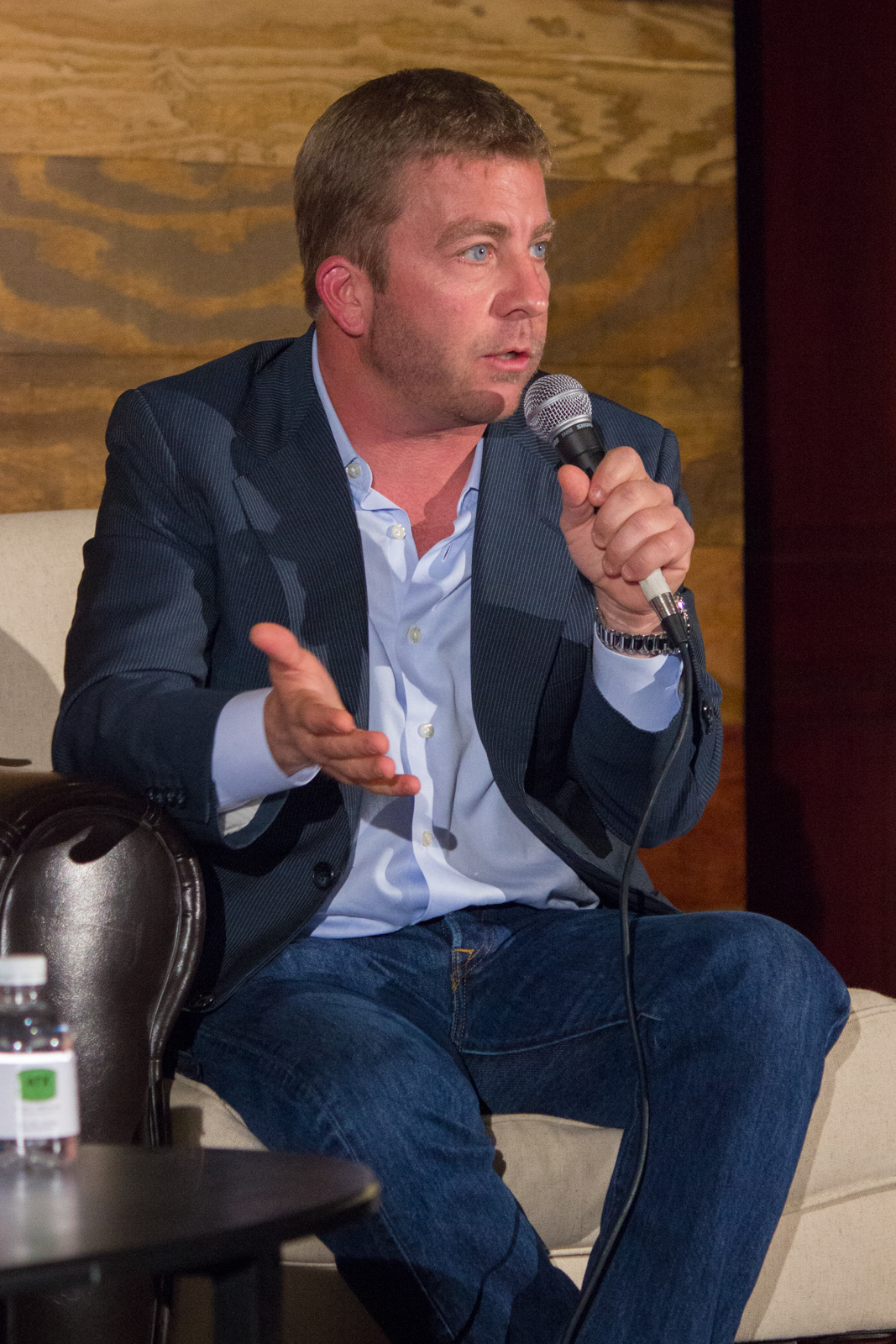
Peter Billingsley 2014 beim ATX TV Festival

Peter Billingsley (* 16. April 1971 in New York City) ist ein US-amerikanischer Schauspieler. Bekannt wurde er als Kinderdarsteller im Film Fröhliche Weihnachten (A Christmas Story). Billingsley ist auch als Filmproduzent und Regisseur aktiv.

## Leben
Billingsley ist der jüngste von drei Geschwistern, die alle im Filmgeschäft aufgewachsen sind. Billingsley war bereits im Alter von drei Jahren als Darsteller in diversen Fernsehwerbungen zu sehen. Als Messy Marvin trat Billingsley in den 70er Jahren in mehrere Werbefilmen für Hershey-Schoko-Sirup auf und wurde mit dieser Rolle bekannt. Neben diversen Auftritten in Fernsehsendungen und Filmen war Billingsley bis in über 130 Werbefilmen zu sehen. Für seine Rolle als Ralphie in der Komödie Fröhliche Weihnachten wurde Billingsley für einen Emmy nominiert.
Mit dem Ende der Achtzigerjahre war Billingsley weniger vor der Kamera zu sehen und trat dafür als ausführender und Ko-Produzent in Erscheinung, etwa bei den Filmen Made (2001) und Zathura – Ein Abenteuer im Weltraum (2005). Außerdem übernahm er die Regie bei der Filmkomödie All Inclusive aus dem Jahr 2009 und mehreren Episoden der Sitcom Sullivan & Son (2012–2014). 2016 inszenierte er den Film Term Life – Mörderischer Wettlauf.

## Filmografie (Auswahl)
Schauspieler
- 1978: Wenn ich dich wiedersehe (If Ever I See You Again)
- 1981: Da steht der ganze Freeway Kopf (Honky Tonk Freeway)
- 1981: Ich brauche einen Erben (Paternity)
- 1982: Unsere kleine Farm (Little House on the Prairie, Fernsehserie, 1 Episode)
- 1983: Fröhliche Weihnachten (A Christmas Story)
- 1985: Wer ist hier der Boss? (Who's the Boss?, Fernsehserie, 1 Episode)
- 1985: Das fliegende Moped (The Dirt Bike Kid)
- 1985: Ein Engel auf Erden (Highway to Heaven, Fernsehserie, 2 Episoden)
- 1986: Verbranntes Land (The Last Frontier, Fernsehfilm)
- 1987: Verflixt verstrickt (Carly's Web, Fernsehfilm)
- 1987: Russkies
- 1989: Beverly Hills Brats
- 1993: Wunderbare Jahre (The Wonder Years, Fernsehserie, 2 Episoden)
- 1993: Cyber World (Fernsehfilm)
- 1995: Hilfe, meine Familie spinnt (Family Reunion: A Relative Nightmare, Fernsehfilm)
- 1995–1997: Sherman Oaks (Fernsehserie, 10 Episoden)
- 2000: Who's Watching Who? (Fernsehfilm)
- 2000: No Deposit, No Return
- 2003: Buddy – Der Weihnachtself (Elf)
- 2006: Trennung mit Hindernissen (The Break-Up)
- 2008: Iron Man
- 2008: Mein Schatz, unsere Familie und ich (Four Christmases)
- 2013: iLove: geloggt, geliked, geliebt (A Case of You)
- 2019: Spider-Man: Far From Home
- 2022: A Christmas Story Christmas: Leise rieselt der Stress (A Christmas Story Christmas)

Produzent
- 2001: Dinner for Five (Fernsehserie, 18 Episoden)
- 2001: Made
- 2020: The Opening Act
- 2022: A Christmas Story Christmas: Leise rieselt der Stress (A Christmas Story Christmas)

Executive Producer
- 2006: Trennung mit Hindernissen (The Break-Up)
- 2008: Iron Man
- 2008: Mein Schatz, unsere Familie und ich (Four Christmases)
- 2012: Art of Conflict (Dokumentarfilm)
- 2015: Prescription Thugs (Dokumentarfilm)
- 2017: Brad Paisley's Comedy Rodeo (Fernsehfilm)

Regie
- 1994: Midnight Follies
- 2009: All Inclusive (Couples Retreat)
- 2012–2014: Sullivan & Son (Fernsehserie, 6 Episoden)
- 2016: Term Life – Mörderischer Wettlauf (Term Life)